# بدبینی فلسفی

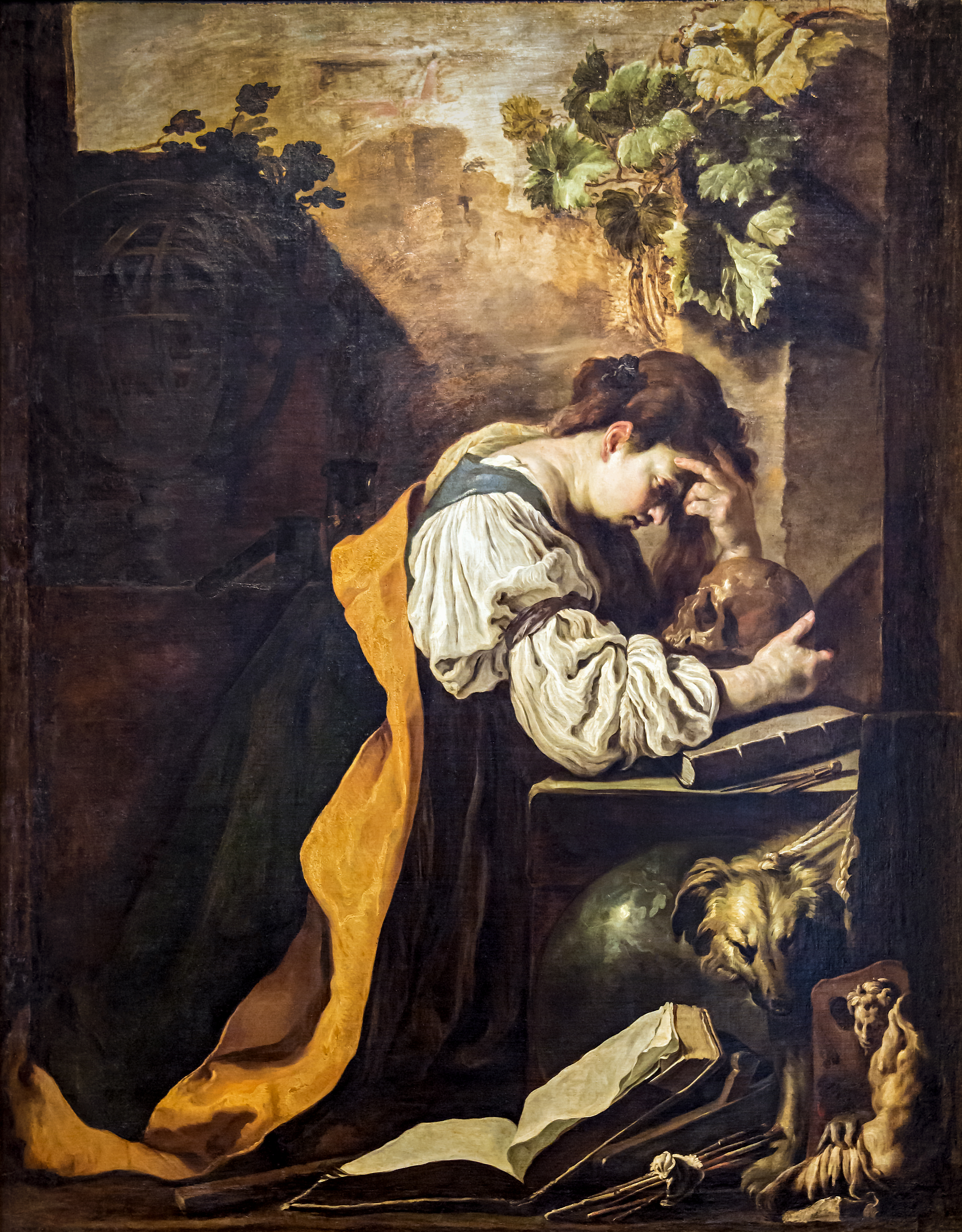
آکادمیا - مدیتیشن - دومنیکو فتی 1618

بدبینی فلسفی به خانواده‌ای از دیدگاه‌های فلسفی گفته می‌شود که ارزش منفی برای زندگی یا هستی قائل‌اند. بدبینان فلسفی معمولاً استدلال می‌کنند که جهان تجربتاً شامل غلبهٔ دردها بر لذت‌ها است، وجود از نظر هستی‌شناختی یا متافیزیکی برای موجودات زنده مضر است و زندگی از پایه و اساس بی‌معنا یا بدون هدف است. واکنش و پاسخ آنها به این شرایط، با این حال، بسیار متنوع است و می‌تواند زندگی را تأیید کند.
آرتور شوپنهاور اولین فیلسوفی بود که نظامی فلسفی و کامل، بر مبنای توضیحی از جهان از طریق متافیزیک، زیبایی‌شناسی، معرفت‌شناسی و اخلاق ارائه کرد - که همگی با دیدگاه بدبینانه از جهان مرتبط بودند را ساخت. او استدلالی پیشینی برای بدبینی ارائه می کند. اساس استدلال این است که موجودات ذی‌شعور -حیوانات- تجسم یافته‌اند و در جایگاه‌های خاصی در محیط زندگی می‌کنند. آنها برای حفظ خود مبارزه می کنند. تلاش برای ارضای خواسته‌ها جوهر تمام زندگی ارگانیک است. شوپنهاور معتقد است که تلاش جوهرهٔ زندگی است. او استدلال می‌کند که تمام تلاش‌ها شامل رنج است. بنابراین، او نتیجه می‌گیرد که رنج اجتناب‌ناپذیر و ذاتیِ وجود است. با توجه به‌این، او می‌گوید که تعادل خوب و بد درکل منفی است.
چند دلیل وجود دارد که چرا رنج یک جنبهٔ اساسی زندگی است:
- رضایت‌گریزان است: موجودات زنده همیشه به سمت چیزهای مختلف می کوشند. هرگاه خواسته‌ای را برآورده سازند، چیز دیگری می‌خواهند و تلاش از نو آغاز می‌شود.
- شادی منفی است: در حالی که نیازها ظاهراً خارج از خود به سراغ ما می‌آیند، ما باید برای تجربهٔ درجاتی از شادی تلاش کنیم. به‌علاوه، لذت فقط ارضای ـ یا حذف ـ یک میل خاص است. بنابراین، این فقط یک تجربه منفی است زیرا به‌طور موقت یک تلاش یا نیاز را از بین می‌برد.
- تلاش، رنج است: تا زمانی که تلاش ارضا نشود، به عنوان رنج تجربه می‌شود.
- بی‌حوصلگی رنج است: فقدان یک هدف میل به عنوان یک حالت ناراحت‌کننده تجربه‌می شود.[۱۰][۱۱]